# Ernst von Leyden
Ernst Viktor von Leyden (né le 20 avril 1832 à Dantzig, mort le 5 octobre 1910 à Berlin) est un interniste et professeur allemand.

## Biographie
Après des études de médecine de 1849 à 1853 au Medicinisch-chirurgisches institut Friedrich-Wilhelm (« la Pépinière ») de Berlin, il obtient son diplôme de médecine le 11 août 1853. Il travaille à la clinique de Johann Lukas Schönlein, où il est fortement influencé par Ludwig Traube. Après un examen en 1854, il devient médecin militaire à Düsseldorf, Königsberg et Goussev. En 1859, il revient comme assistant à la clinique de Traube à Berlin. Après la guerre des Duchés, il quitte l'armée et devient professeur à l'université de Königsberg. Il travaille avec Otto Spiegelberg (de) et Friedrich Daniel von Recklinghausen. Il a aussi influencé Ludwig Edinger. En 1871 et 1872, il est recteur de cette université. De 1872 à 1876, il enseigne à l'université de Strasbourg.
En 1876, il succède à Traube, mort la même année et sur lequel il écrit un petit livre de souvenirs. De 1885 à 1907, il est un disciple de Friedrich Theodor von Frerichs, directeur de la première clinique médicale de la Charité. En 1903, il y crée le premier service d'oncologie. Il travaille aussi sur les pathologies du cœur, des poumons, des reins et du système nerveux ainsi que sur la diététique, l'hygiène sociale, la tuberculose et le traitement du cancer.
Leyden monte une collecte pour la recherche sur la grippe, la tuberculose et le cancer. Il parvient à créer des sanatoriums.

## Œuvres

### Médecine
- (la) De rheumatismo acuto articulorum, 1853
- Die Tabes dorsualis (Rückenmarksschwindsucht, ataxie locomotrice progressive, graue Degeneration der hinteren Rückenmarksstränge), 1863
- Beiträge zur Pathologie des Icterus, 1866, 210 p.
- Klinik der Rückenmarkskrankheiten, 1874–1876 :
  - vol. 1, 1874
- (avec Alfred Goldscheider) « Die Erkrankungen des Rückenmarkes und der Medulla oblongata », dans Hermann Nothnagel (dir.), Handbuch der speciellen Pathologie und Therapie, vol. 10, Vienne, 1895–1897 :
  - édition de 1897
  - vol. 1, 1903 — Premier de trois volumes.
- Handbuch der Ernährungstherapie, 1897–1899
- (avec Felix Klemperer (de)) Die deutsche Klinik am Eingange des zwanzigsten Jahrhunderts in akademischen Vorlesungen, Berlin et Vienne, 1903–1907

### Édition en français
- Traité clinique des maladies de la moelle épinière, 1879

### Souvenirs
- Gedächtnissrede auf Ludwig Traube, A. Hirschwald, 1877, 36 p.
- Lebenserinnerungen, Stuttgart et Leipzig, 1910

## Honneurs
- Il a reçu l'ordre de Sainte-Anne pour avoir traité le tsar (mais sans succès).

## Éponymie
- Les cristaux de Charcot-Leyden, qu'on trouve chez certains allergiques ou des victimes d'infections parasitaires, sont nommés d'après lui. Il les a étudiés en 1872.